# Rolf Johnsson
Rolf Vilhelm Oscar Johnsson (1. december 1889 – 3. juni 1931) var en svensk gymnast som deltog i OL 1908 i London.
Johnsson blev olympisk mester i gymnastik under OL 1908 i London. Han var med på det svenske hold som vandt holdkonkurrencen i multikamp.